# Kuchary Kościelne (gromada)
Kuchary Kościelne – dawna gromada, czyli najmniejsza jednostka podziału terytorialnego Polskiej Rzeczypospolitej Ludowej w latach 1954–1972.
Gromady, z gromadzkimi radami narodowymi (GRN) jako organami władzy najniższego stopnia na wsi, funkcjonowały od reformy reorganizującej administrację wiejską przeprowadzonej jesienią 1954 do momentu ich zniesienia z dniem 1 stycznia 1973, tym samym wypierając organizację gminną w latach 1954–1972.
Gromadę Kuchary Kościelne z siedzibą GRN w Kucharach Kościelnych utworzono – jako jedną z 8759 gromad na obszarze Polski – w powiecie konińskim w woj. poznańskim, na mocy uchwały nr 25/54 WRN w Poznaniu z dnia 5 października 1954. W skład jednostki weszły obszary dotychczasowych gromad Czyżew, Franki, Kuchary Kościelne i Święcia ze zniesionej gminy Dąbroszyn, a także obszar dotychczasowej gromady Zarzewek oraz miejscowość Zarzew (wieś) z dotychczasowej gromady Zarzew ze zniesionej gminy Rzgów – w tymże powiecie. Dla gromady ustalono 16 członków gromadzkiej rady narodowej.
1 stycznia 1962 z gromady Kuchary Kościelne wyłączono: a) miejscowości Zakrzew i Zakrzewek, włączając je do gromady Rzgów; b) miejscowości Nowiny i Trójka, włączając je do gromady Stare Miasto – w tymże powiecie, po czym gromadę Kuchary Kościelne zniesiono, a jej (pozostały) obszar włączono do gromady Rychwał tamże.